# Безвідкатна гармата

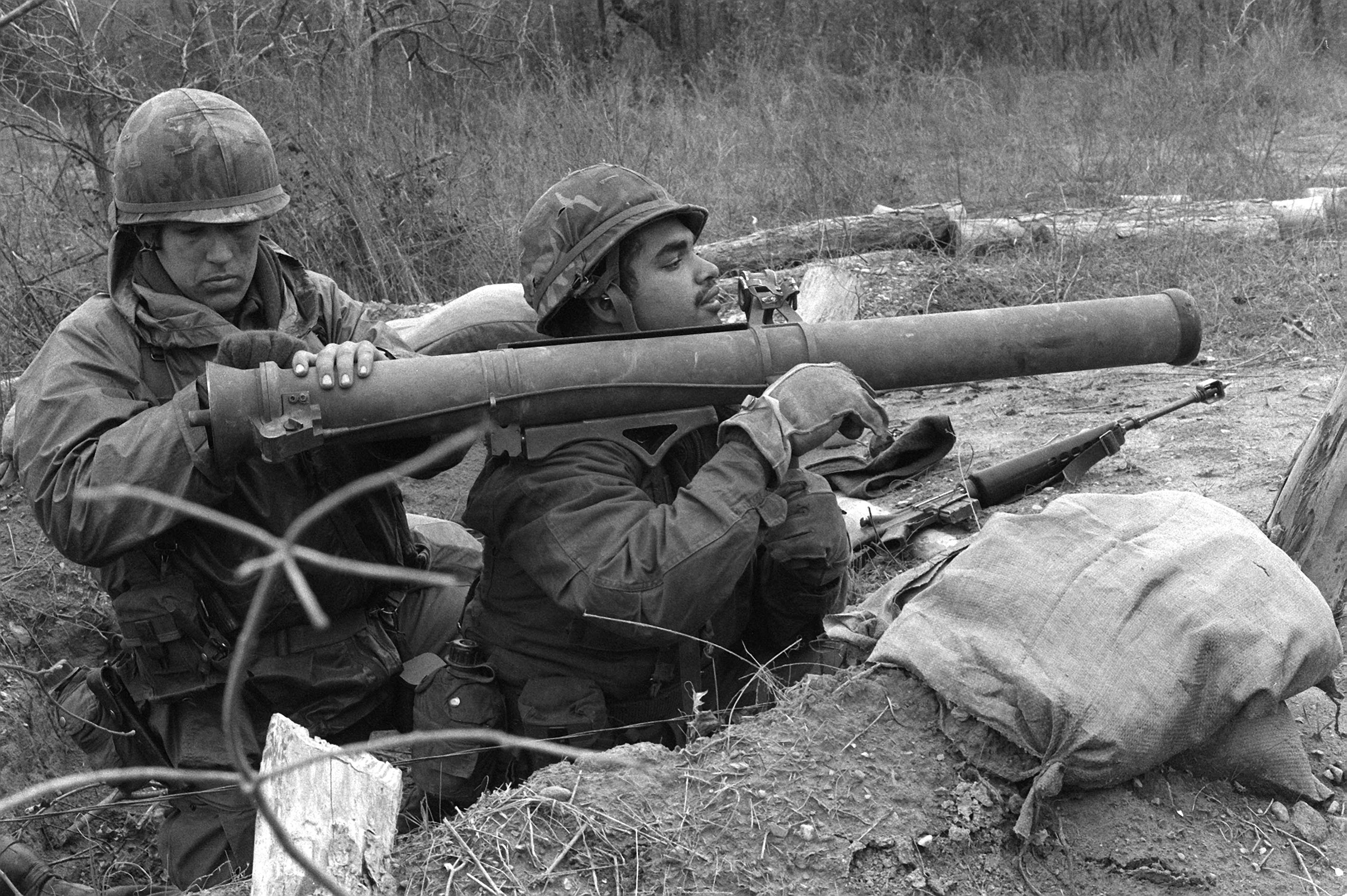
Безвідкатна гармата М-67. США

Принцип дії безвідкатної гармати

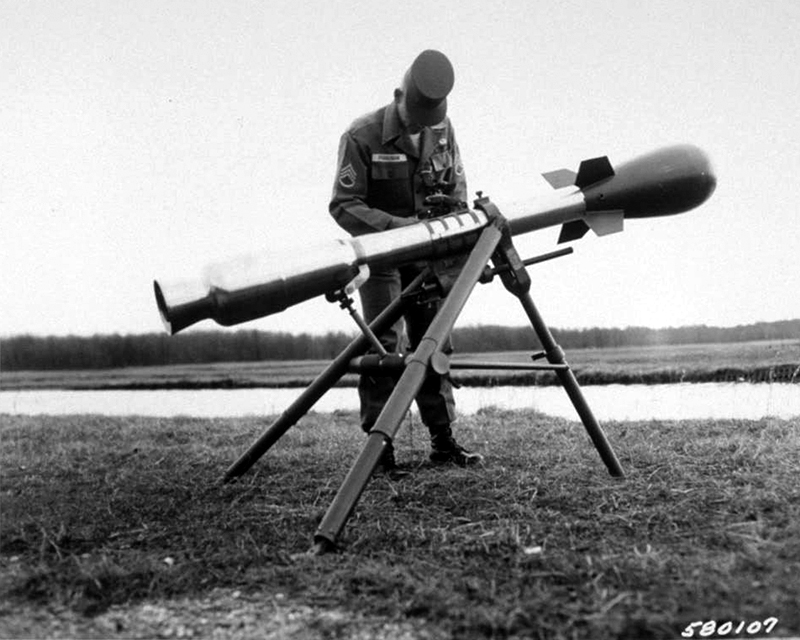
Безвідкатна ядерна гармата «Деві Крокетт». США

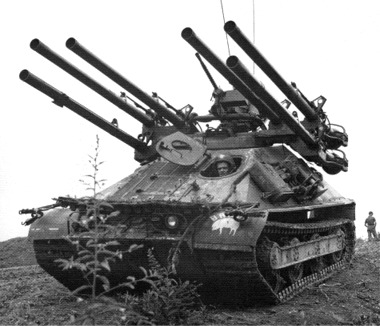
106-мм багатоствольна протитанкова САУ M50 «Онтос». США

Безвідкатна гарма́та — артилерійська гармата, що не має відкоту ствола при пострілі. Також має назву «Динамореактивна гармата». Калібр 57-120 мм, дальність прямого пострілу 400—800 м, ефективна дальність пострілу 1000—1500 м.

## Принцип дії
Безвідкатність досягається шляхом відведення частини порохових газів через спеціальне сопло в казенній частині ствола внаслідок чого створюється реактивна сила, що врівноважує силу відбою (динамореактивний принцип).
Безвідкатні гармати можуть бути, як нарізними, так і гладкоствольними. Безвідкатні гармати відрізняються дуже гарними масогабаритними характеристиками внаслідок відсутності противідкатних пристроїв, наявності сильно полегшеного ствола та лафета.
Водночас, дані гармати мають низку недоліків, серед яких низька початкова швидкість, що обмежує дальність пострілу, і наявність направленого назад струменя розжарених газів, що робить неможливим ведення навісного вогню, істотно ускладнює ведення вогню в приміщеннях та використання цих гармат як танкових, висуває особливі вимоги до розташування гармати, а також сильно демаскує при стрільбі вогневу позицію.
Часто безвідкатні гармати та гранатомети об'єднуються в одну категорію — «Безвідкатні системи»
Спеціально для стрільби з приміщень були створені «двоступеневі» боєприпаси — перший «ступінь», це не дуже потужний вишибний заряд, який викидає снаряд зі ствола, а другий, основний, «ступінь» вмикається на безпечній від стрільця відстані (наприклад, за таким принципом працює РПГ-7).
За певних обмежень, безвідкатні гармати можуть бути використані з приміщень навіть із застосуванням звичайних боєприпасів.

## Класифікація безвідкатних систем
1. Динамо-реактивні системи (з навантаженим стволом)
  1. З виділенням назад порохових газів
    1. з розширеною каморою і соплом (Б-10, Б-11(інші мови), РПГ-7)
    2. безсоплові (Рябушинського) (Panzerfaust, РПГ-2)

  2. З протимасою (гармата Девіса) («Армбруст», Panzerfaust 3)
  3. З фіктивним снарядом (Кондакова) ГК-45
2. Вільно-реактивні системи (з ненавантаженим стволом)
  1. З реактивним зарядом, що згорає в межах пускової труби (М72, РПГ-18)
  2. З реактивним зарядом, що догорає після вильоту снаряда (Panzerschreck, ПГ-82)

Чіткого розподілу між реактивними гранатометами та безвідкатними гарматами немає.
Англійський термін англ. Recoilless_rifle (безвідкатна гармата) позначає і L6 WOMBAT масою 295 кг на колісному лафеті та М67 масою 17 кг для стрільби з плеча або сошок.
У Росії (СРСР) гранатометом вважався СПГ-9 масою 64,5 кг на колісному лафеті та РПГ-7 масою 6,3 кг для стрільби з плеча.
У Італії система ««Breda Folgore»» масою 18,9 кг вважається гранатометом, а та ж система на тринозі та з балістичним обчислювачем (маса 25,6 кг) — безвідкатною гарматою.

## Історія
Перша безвідкатна гармата була створена американським інженером Кліландом Девісом та взята на озброєння в 1910 році.
Безвідкатні гармати отримали розвиток в 1920—1930 роках, зокрема, в СРСР інженерові Л. В. Курчевському вдалося переконати військове керівництво переозброїти артилерію країни на гармати своєї конструкції цього типу. Деякі гармати Курчевського були прийняті на озброєння, було почато їх серійне виробництво.
Проте, через принципові недоліки безвідкатних гармат, вони не могли замінити класичну артилерію, і в результаті декілька тисяч випущених гармат Курчевського було знято з озброєння і відправлено на переплавку, а їх творець репресований. Одночасно з Курчевським працювали винахідники Н. Н. Кондаков і А. А. Толочков, що досягали блискучих результатів.
Наприклад, коли на одну з їх гармат, виконаних за схемою з фіктивним снарядом поставили стакан, заповнений доверху водою, при стрільбі не пролилося ні краплі води. Проте їх КБ теж закрили разом з КБ Курчевського, і подальший розвиток безвідкатних гармат в СРСР продовжувався вже після Другої світової війни.
У Німеччини в роки Другої Світової війни безвідкатні гармати використовували парашутні та гірські підрозділи через видатні масогабаритні показники зброї.
Поява кумулятивних снарядів зробила гладкоствольні безвідкатні гармати перспективними як легкі протитанкові гармати. Такі гармати використовували США наприкінці Другої Світової війни, а в післявоєнні роки безвідкатні протитанкові гармати були прийняті на озброєння низки країн, у тому числі й СРСР, активно використовувалися (і продовжують використовуватися) у ряді збройних конфліктів. Найширше безвідкатні гармати застосовують в арміях країн, що розвиваються. У арміях розвинених країн безвідкатні гармати як протитанковий засіб в основному замінені протитанковими керованими ракетами (ПТКР). Певним винятком є скандинавські країни, наприклад, Швеція, де безвідкатні гармати продовжують розвиватися, й шляхом удосконалення боєприпасів із застосуванням новітніх досягнень техніки, досягли бронебійності до 800 мм (при калібрі 90 мм, тобто майже 9 клб).